# Amusurgus hackeri
Amusurgus hackeri är en insektsart som först beskrevs av Lucien Chopard 1951.  Amusurgus hackeri ingår i släktet Amusurgus och familjen syrsor. Inga underarter finns listade i Catalogue of Life.